# 紀元前136年
紀元前136年（きげんぜん136ねん）は、ローマ暦の年である。

## 他の紀年法
- 干支 : 乙巳
- 日本
  - 開化天皇22年
  - 皇紀525年
- 中国
  - 前漢 : 建元5年
- 朝鮮
  - 檀紀2198年
- 仏滅紀元 : 409年
- ユダヤ暦 : 3625年 - 3626年

## できごと

### 中国
- 武帝が儒教を国教に定めた。